# Expressinho Futebol Clube
Expressinho Futebol Clube é um clube brasileiro de futebol, da cidade de São Luís, no Estado do Maranhão. Suas cores são vermelho e verde.

## Histórico
Licenciado desde 2005, voltou a disputar campeonatos em 2012, mais precisamente o Campeonato Maranhense Sub-16. Atualmente disputa a Segunda Divisão estadual, mas em vez de representar São Luís, cidade onde o clube foi fundado em 1975, representou o município de Santa Rita, más em 2013 o clube voltou a representara cidade de São Luís.
Para a disputa da Segunda Divisão, o Expressinho, presidido por Estelmar Bastos e treinado por Marquinho Fumê e que possui o Branco, Vermelho e o Verde como cores oficiais, terá como sede a cidade de São Luís, utilizando o Estádio Municipal Nhozinho Santos (Nhozinho Santos) Maiores ídolos: meia clássico nego douglas e o Camilo de abreu, que fez o gol na final contra o moto clube.
Eugênio Junior comandou as Categorias de Base sub 15 e sub 17 no ano 2015. Nesse mesmo ano houve uma reunião no escritório do Expressinho na Rua Antonio Dino nº 10 Qd 96 – JD. São Cristóvão no Tirirical em São Luis – MA, as 20:00 com toda a sua diretoria nesse período houve um desentendimento entre o Sr. Eugênio Junior com a pessoa de Sr. Marquinho Fumê, foi colocado em pauta a pedido de Sr. Eugênio  Junior, quem era que ia ficar no Expressinho o vencedor da votação foi Marquinho Fumê, por 3 a 2. Por ter perdido a votação ele se levantou da mesa e pediu a sua demissão, e disse que com Marquinho ele não ia ficar e Pediu para o presidente Estelmar Bastos decidir o seu voto e o presidente foi a favor do Treinador Fumê por conta disso o presidente Estelmar mandou fazer a Ata desonerando o Sr. Eugênio que foi acatado o seu pedido e saída do clube isso foi no ano de 2015, de lá pra cá esse cidadão não faz mas parte da diretoria e da divisões de esportes do Expressinho Futebol Clube, mas irresponsavelmente ele está se passado nas redes sociais como presidente e fica o meu repúdio como presidente do clube. já foi tomada todas medidas cabíveis em relação essa falso relato, existem outros fato em relação ao clube que está sendo apurado, pela acessória jurídica do Expressinho Futebol Clube. 

## Retrospecto no Campeonato Maranhense
| Ano  | Posição |
| ---- | ------- |
| 1980 | 4º      |
| 1984 | 6º      |
| 1987 | 10º     |
| 1988 | 9º      |
| 1991 | 7º      |
| 1992 | 8º      |
| 1993 | 12º     |
| 1994 | 9º      |
| 1995 | 8º      |
| 1996 | 9º      |
| 2000 | 7º      |
| 2001 | 11º     |
| 2002 | 12º     |
| 2015 | 12º     |

## Retrospecto no Campeonato Maranhense da Segunda Divisão
| Ano  | Posição                                                                |
| ---- | ---------------------------------------------------------------------- |
| 2001 | 2º 2ª div                                                              |
| 2002 | 5º vice - lanterna                                                     |
| 2012 | 4º lanterna                                                            |
| 2014 | 1º 2ª div                                                              |
| 2017 | 3º vice - lanterna                                                     |
| 2018 | 5º vice - lanterna                                                     |
| 2019 | 10º ( foi rebaixado para Série C 2020 mas a competição Foi cancelada ) |
| 2020 | 9º                                                                     |
| 2021 | desistiu da competição                                                 |
| 2022 | desistiu da competição                                                 |
| 2023 | laterna da competição                                                  |
| 2024 | laterna da competição                                                  |

## Títulos
| Estaduais | Estaduais                               | Estaduais | Estaduais  |
|           | Competição                              | Títulos   | Temporadas |
| --------- | --------------------------------------- | --------- | ---------- |
|           | Campeonato Maranhense - Segunda Divisão | 1         | 2014       |

### Campanhas de destaque
- Vice-Campeonato Maranhense - 2ª Divisão: 1 vez (2001)